# Đại dịch COVID-19 tại Nicaragua
Bài viết này ghi lại các tác động của đại dịch COVID-19 ở Nicaragua, và có thể không bao gồm tất cả các phản ứng và biện pháp chính hiện đại.

## Dòng thời gian
| COVID-19 tại Nicaragua () Tử vong Hồi phục Đang điều trị 20202021Thg 3Thg 4Thg 5Thg 6Thg 7Thg 8Thg 9Thg 10Thg 11Thg 12Thg 1Thg 2Thg 315 ngày gần nhất15 ngày gần nhất | COVID-19 tại Nicaragua () Tử vong Hồi phục Đang điều trị 20202021Thg 3Thg 4Thg 5Thg 6Thg 7Thg 8Thg 9Thg 10Thg 11Thg 12Thg 1Thg 2Thg 315 ngày gần nhất15 ngày gần nhất | COVID-19 tại Nicaragua () Tử vong Hồi phục Đang điều trị 20202021Thg 3Thg 4Thg 5Thg 6Thg 7Thg 8Thg 9Thg 10Thg 11Thg 12Thg 1Thg 2Thg 315 ngày gần nhất15 ngày gần nhất | COVID-19 tại Nicaragua () Tử vong Hồi phục Đang điều trị 20202021Thg 3Thg 4Thg 5Thg 6Thg 7Thg 8Thg 9Thg 10Thg 11Thg 12Thg 1Thg 2Thg 315 ngày gần nhất15 ngày gần nhất | COVID-19 tại Nicaragua () Tử vong Hồi phục Đang điều trị 20202021Thg 3Thg 4Thg 5Thg 6Thg 7Thg 8Thg 9Thg 10Thg 11Thg 12Thg 1Thg 2Thg 315 ngày gần nhất15 ngày gần nhất |
| --- | --- | --- | --- | --- |
| Ngày | Ngày | | Ca nhiễm | Tử vong |
| 2020-03-18 | 2020-03-18 | | 1 | |
| 2020-03-19 | 2020-03-19 | | 1 | |
| 2020-03-20 | 2020-03-20 | | 2(+100%) | |
| ⋮ | ⋮ | | 2(=) | |
| 2020-03-26 | 2020-03-26 | | 4(+100%) | 1 |
| ⋮ | ⋮ | | 4(=) | 1(=) |
| 2020-03-30 | 2020-03-30 | | 5(+25%) | 1(=) |
| ⋮ | | | | |
| 2020-04-05 | 2020-04-05 | | 6(+20%) | 1(=) |
| ⋮ | ⋮ | | 6(=) | 1(=) |
| 2020-04-09 | 2020-04-09 | | 7(+16.7%) | 1(=) |
| 2020-04-10 | 2020-04-10 | | 7 | 1(=) |
| 2020-04-11 | 2020-04-11 | | 9(+22.2%) | 1(=) |
| 2020-04-12 | 2020-04-12 | | 9(=) | 1(=) |
| ⋮ | ⋮ | | 9(=) | 1(=) |
| 2020-04-15 | 2020-04-15 | | 9(=) | 1(=) |
| 2020-04-16 | 2020-04-16 | | 9 | 1(=) |
| 2020-04-17 | 2020-04-17 | | 9(=) | 1(=) |
| 2020-04-18 | 2020-04-18 | | 9(=) | 2(+100%) |
| 2020-04-19 | 2020-04-19 | | 9(=) | 2(=) |
| 2020-04-20 | 2020-04-20 | | 10(+11.1%) | 2(=) |
| ⋮ | ⋮ | | 10(=) | 2(=) |
| 2020-04-23 | 2020-04-23 | | 11(+10%) | 3(+50%) |
| 2020-04-24 | 2020-04-24 | | 11(=) | 3(=) |
| 2020-04-25 | 2020-04-25 | | 12(+9.1%) | 3(=) |
| 2020-04-26 | 2020-04-26 | | 13(+8.3%) | 3(=) |
| 2020-04-27 | 2020-04-27 | | 13(=) | 3(=) |
| 2020-04-28 | 2020-04-28 | | 14(+7.7%) | 4(+33.3%) |
| 2020-04-29 | 2020-04-29 | | 14(=) | 4(=) |
| ⋮ | ⋮ | | 14(=) | 4(=) |
| 2020-05-03 | 2020-05-03 | | 15(+7.1%) | 5(+25%) |
| 2020-05-04 | 2020-05-04 | | 15(=) | 5(=) |
| 2020-05-05 | 2020-05-05 | | 16(+6.7%) | 5(=) |
| ⋮ | | | | |
| 2020-05-12 | 2020-05-12 | | 25(+56%) | 8(+60%) |
| ⋮ | | | | |
| 2020-05-19 | 2020-05-19 | | 279(+1016%) | 17(+113%) |
| ⋮ | | | | |
| 2020-05-26 | 2020-05-26 | | 759(+172%) | 35(+106%) |
| ⋮ | | | | |
| 2020-06-02 | 2020-06-02 | | 1118(+47%) | 46(+31%) |
| ⋮ | | | | |
| 2020-06-09 | 2020-06-09 | | 1464(+31%) | 55(+20%) |
| ⋮ | | | | |
| 2020-06-16 | 2020-06-16 | | 1823(+25%) | 64(+16%) |
| ⋮ | | | | |
| 2020-06-23 | 2020-06-23 | | 2170(+19%) | 74(+16%) |
| ⋮ | | | | |
| 2020-06-30 | 2020-06-30 | | 2519(+16%) | 83(+12%) |
| ⋮ | | | | |
| 2020-07-07 | 2020-07-07 | | 2846(+13%) | 91(+9.6%) |
| ⋮ | | | | |
| 2020-07-14 | 2020-07-14 | | 3147(+11%) | 99(+8.8%) |
| ⋮ | | | | |
| 2020-07-21 | 2020-07-21 | | 3439(+9.3%) | 108(+9.1%) |
| ⋮ | | | | |
| 2020-07-28 | 2020-07-28 | | 3672(+6.8%) | 116(+7.4%) |
| ⋮ | | | | |
| 2020-08-04 | 2020-08-04 | | 3902(+6.3%) | 123(+6.0%) |
| ⋮ | | | | |
| 2020-08-11 | 2020-08-11 | | 4115(+5.5%) | 128(+4.1%) |
| ⋮ | | | | |
| 2020-08-18 | 2020-08-18 | | 4311(+4.8%) | 133(+3.9%) |
| ⋮ | | | | |
| 2020-08-25 | 2020-08-25 | | 4494(+4.2%) | 137(+3.0%) |
| ⋮ | | | | |
| 2020-09-01 | 2020-09-01 | | 4668(+3.9%) | 141(+2.9%) |
| ⋮ | | | | |
| 2020-09-08 | 2020-09-08 | | 4818(+3.2%) | 144(+2.1%) |
| ⋮ | | | | |
| 2020-09-15 | 2020-09-15 | | 4961(+3.0%) | 147(+2.1%) |
| ⋮ | | | | |
| 2020-09-22 | 2020-09-22 | | 5073(+2.3%) | 149(+1.4%) |
| ⋮ | | | | |
| 2020-09-29 | 2020-09-29 | | 5170(+1.9%) | 151(+1.3%) |
| ⋮ | | | | |
| 2020-10-06 | 2020-10-06 | | 5264(+1.8%) | 153(+1.3%) |
| ⋮ | | | | |
| 2020-10-13 | 2020-10-13 | | 5353(+1.7%) | 154(+0.7%) |
| ⋮ | | | | |
| 2020-10-20 | 2020-10-20 | | 5434(+1.5%) | 155(+0.6%) |
| ⋮ | | | | |
| 2020-10-27 | 2020-10-27 | | 5514(+1.5%) | 156(+0.6%) |
| ⋮ | | | | |
| 2020-11-03 | 2020-11-03 | | 5591(+1.4%) | 157(+0.6%) |
| ⋮ | | | | |
| 2020-11-10 | 2020-11-10 | | 5661(+1.3%) | 158(+0.6%) |
| ⋮ | | | | |
| 2020-11-17 | 2020-11-17 | | 5725(+1.1%) | 159(+0.6%) |
| ⋮ | | | | |
| 2020-11-24 | 2020-11-24 | | 5784(+1.0%) | 160(+0.6%) |
| ⋮ | | | | |
| 2020-12-01 | 2020-12-01 | | 5838(+0.9%) | 161(+0.6%) |
| ⋮ | | | | |
| 2020-12-08 | 2020-12-08 | | 5887(+0.8%) | 162(+0.6%) |
| ⋮ | | | | |
| 2020-12-15 | 2020-12-15 | | 5938(+0.9%) | 163(+0.6%) |
| ⋮ | | | | |
| 2020-12-22 | 2020-12-22 | | 5991(+0.9%) | 164(+0.6%) |
| ⋮ | | | | |
| 2020-12-29 | 2020-12-29 | | 6046(+0.9%) | 165(+0.6%) |
| ⋮ | | | | |
| 2021-01-05 | 2021-01-05 | | 6097(+0.8%) | 166(+0.6%) |
| ⋮ | | | | |
| 2021-01-12 | 2021-01-12 | | 6152(+0.9%) | 167(+0.6%) |
| ⋮ | | | | |
| 2021-01-19 | 2021-01-19 | | 6204(+0.8%) | 168(+0.6%) |
| ⋮ | | | | |
| 2021-01-26 | 2021-01-26 | | 6253(+0.8%) | 169(+0.6%) |
| ⋮ | | | | |
| 2021-02-02 | 2021-02-02 | | 6299(+0.7%) | 170(+0.6%) |
| ⋮ | | | | |
| 2021-02-09 | 2021-02-09 | | 6347(+0.8%) | 171(+0.6%) |
| ⋮ | | | | |
| 2021-02-16 | 2021-02-16 | | 6398(+0.8%) | 172(+0.6%) |
| ⋮ | | | | |
| 2021-02-23 | 2021-02-23 | | 6445(+0.7%) | 173(+0.6%) |
| ⋮ | | | | |
| 2021-03-02 | 2021-03-02 | | 6489(+0.7%) | 174(+0.6%) |
| Nguồn: các nguồn tin tức khác nhau và các trang web của bộ y tế tiểu bang. Kể từ ngày 5 tháng 5, Bộ Y tế (MINSA) chỉ ban hành báo cáo một lần mỗi tuần.               | | | | |

Vào ngày 17 tháng 3 năm 2020, phó chủ tịch của Nicaragua Rosario Murillo tuyên bố rằng Cuba sẽ gửi bác sĩ và dược phẩm đến Nicaragua để giúp đối phó với coronavirus, mặc dù tại thời điểm đó không có trường hợp nào được xác nhận. Murillo cũng tuyên bố rằng các vật tư y tế cũng được gửi bởi Venezuela. Ngày hôm sau, Murillo tuyên bố trường hợp được xác nhận đầu tiên của Nicaragua: một người đàn ông 40 tuổi mới trở về Nicaragua từ Panama.
Tính đến ngày 31 tháng 12 năm 2022, Nicaragua ghi nhận 18,491 trường hợp nhiễm COVID-19 và 225 trường hợp tử vong.